# Ричард Иванишевич
Ричард Иванишевич (на македонска литературна норма: Ричард Иванишевиќ) е есеист, художествен критик, историк и журналист от Република Македония.

## Биография
Роден е в 1956 година в Битоля, тогава във Федеративна народна република Югославия. Завършва основно и средно образование в родния си град, а след това история на изкуството и археология във Философския факултет на Скопския университет. Връща се в Битоля и започва работа в Дружеството на художниците. От 1957 година работи в Матичната и университетска библиотека „Свети Климент Охридски“ в Битоля. Иванишевич се занимава с проучване на македонското и световното културно наследство, като пише в множество вестници и списания в Социалистическа република Македония и в други страни.
Умира в 2005 година.